# گابریل دستره و یکی از خواهرانش
Gabrielle d'Estrées et une de ses soeurs (گابریِل دِستره و یکی از خواهرانش) نقاشی هنرمند ناشناس به تاریخ ۱۵۹۴. این نقاشی در موزه لوور در پاریس نگهداری می‌شود و تصور می‌شود که کار یک نقاش از مکتب فونتن بلو باشد.

## شرح
این نقاشی، گابریِل دِستره، معشوقه شاه هانری چهارم فرانسه را به تصویر می‌کشد که برهنه در حمام نشسته و انگشتر هانری را در دست دارد، به همراه خواهرش که برهنه در کنار او نشسته و نوک پستان راست او را نیشگون می‌گیرد.

## تفسیرها

### اعلام بارداری گابریل
ژست نیشگون گرفتن نوک پستان غالباً به عنوان اعلامی نمادین تعبیر می‌شود که گابریل باردار فرزند هنری، سزار دو بوربون است. به نقل از وب سایت موزه لوور: "شیوه عجیبی که خواهر گابریل در حال نیشگون گرفتن نوک پستان سمت راست او است، اغلب به عنوان سمبل بارداری و نوعی مشروعیت بخشی به تولد فرزند نامشروع هانری چهارم درنظر گرفته شده‌است. به نظر می‌رسد این تعبیر با صحنه زن جوان در حالت دوختن - شاید در حال تهیه لباس سیسمونی برای کودک آینده - در پس زمینه تأیید شود. " گفته می‌شود حلقه ای که گابریل در دست دارد، حلقه تاج گذاری هنری است، که او ظاهراً اندکی قبل از درگذشت او را به نشانه عشق خود به او داد.